# Sadaf Khadem

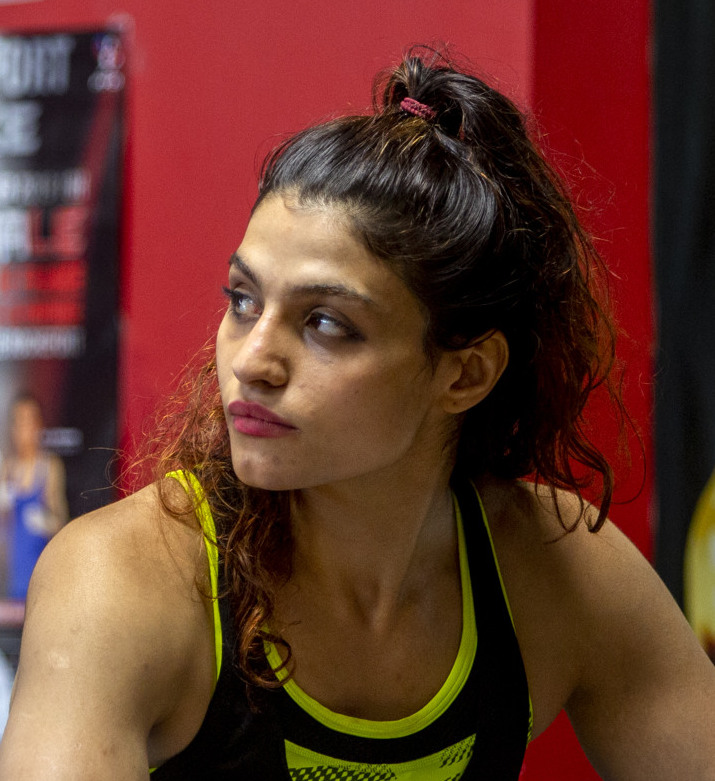
Sadaf Khadem, 2019

Sadaf Khadem (persisch صدف خادم; * 23. Januar 1995 in Teheran) ist eine iranische Boxerin. Sie ist die erste Frau aus dem Iran, die seit der Islamischen Revolution 1979 einen offiziellen Boxkampf bestritt und gewann.

## Kindheit und Jugend
Khadem begann im Alter von neun Jahren Basketball zu spielen. Sie sah bald einen Film über die indische Boxerin Mary Kom, von dem sie inspiriert wurde. Da außerdem viele professionelle Basketballspieler auch boxen, um ihre Moral zu steigern, trainierte sie bald auch diesen Sport. Als Frau war es ihr im Iran nicht erlaubt, mit Männern zu trainieren. Deshalb band sie für ihr Training in den ersten Jahren einen Boxsack an einen Baum im Taleghani-Park in Teheran. Später verlegte sie ihr Training nach Waramin.
2008 wurde der iranisch-französische Boxer und ehemalige WBA-Weltmeister Mahyar Monshipour auf ihre Anfrage ihr Trainer. Sie bat ihn darum, sie für einen offiziellen Boxkampf vorzubereiten. Eine Einladung dazu nahm sie schließlich entgegen der Opposition des iranischen Sportministeriums an. Offizielle Boxkämpfe sind Frauen im Iran seit der Islamischen Revolution 1979 untersagt.

## Erster Boxkampf (2019)
Am 14. April 2019 bestritt sie ihren ersten offiziellen Wettkampf in Royan, Frankreich. Sie gewann gegen die Französin Anne Chauvin über drei Runden. Die französischen Regeln sahen vor, dass sie den Kampf ohne Kopftuch bestritt. Die iranischen Gesetze hingegen verbieten einen solchen Auftritt. Khadaf trat dennoch ohne Kopftuch an. Im Anschluss an den Wettkampf planten Khadem und Monshipour, in den Iran zurückzukehren. Sie blieben allerdings in Frankreich, da sie vor einem angeblichen Haftbefehl gegen Khadem gewarnt wurden. Der Vorsitzende der Iranischen Boxorganisation, Hossein Soori, widersprach diesen Berichten und gab an, diese Informationen würden von „mit Saudi-Arabien verbündeten Medien“ stammen. Khadem sei kein Mitglied der offiziellen Boxorganisation, weshalb es sich hierbei um Privataktionen ihrerseits handeln würden.

## Exil in Frankreich
Khadaf blieb nach dem Wettkampf gegen Anne Chauvin in Royan, wo sie zunächst auf einem Bauernhof arbeitete und französisch lernte. Sie gründete seither eine eigene Kleiderlinie, begann ein Business-Studium und arbeitet als Personaltrainerin. Außerdem bestritt sie in Frankreich weitere Boxkämpfe. Nach eigenen Angaben ist es ihr Ziel, bei den Olympischen Sommerspielen 2024 in Paris anzutreten – egal ob für Iran oder Frankreich.
In der Folge der Proteste um den Tod Mahsa Aminis äußerte sie sich im September 2022 in einem Interview mit L’Équipe kritisch gegenüber der iranischen Regierung. Sie habe sich drei Jahre lang nicht öffentlich geäußert, da sie sich um die Sicherheit ihrer im Iran wohnhaften Familie fürchte. Sie sagte außerdem, alle professionellen iranischen Sportlerinnen lebten mit einem zusätzlichen Stress. Als sie ihren ersten Kampf gehabt hätte, habe sie nicht über diesen nachgedacht, sondern darüber, ob sie je wieder nach Hause zurückkehren könne.